# Dragiša Brašovan
Dragiša Brašovan (en serbi cirílic: Драгиша Брашован) (Vršac, 25 de maig de 1887 - Belgrad, 6 d'octubre de 1965), fou un arquitecte serbi, considerat el millor arquitecte de l'antiga Iugoslàvia i introductor dels corrents d'avantguarda al seu país.
Fou membre de l'Acadèmia Sèrbia de Ciències i Arts, així com del British Royal Institute of Architecture. Autor del Quarter de les Forces Aèries Iugoslaves a Zemun i de l'Edifici del Consell Executiu de la Província de Voivodina (1939), així com del Pavelló de Iugoslàvia per a l'Exposició Internacional de Barcelona de 1929.